# Ashley Lawrence (Fußballspielerin)
Ashley Elizabeth Marie Lawrence (* 11. Juni 1995 in Toronto) ist eine kanadische Fußballnationalspielerin.  Von 2017 bis 2023 spielte sie für Paris Saint-Germain in der Division 1 Féminine. Seit Sommer 2023 ist sie Spielerin des FC Chelsea.

## Karriere

### Vereine
Während ihres Studiums an der West Virginia University lief Lawrence ab 2013 für das dortige Hochschulteam der West Virginia Mountaineers auf und spielte parallel dazu für die W-League-Franchises der Toronto Lady Lynx und Ottawa Fury Women. Im Juni 2016 schloss sich Lawrence den Vaughan Azzurri an, wo sie am 26. Juni gemeinsam mit Nationalmannschaftskameradin Kadeisha Buchanan bei einem 9:0-Sieg über Darby FA debütierte. Im Dezember 2016 unterschrieb Lawrence einen Vertrag in Frankreich bei Paris Saint-Germain. Mit PSG erreichte sie in ihrer ersten Saison das Finale der UEFA Women’s Champions League, wo sie gegen den Ligakonkurrenten Olympique Lyon erst im Elfmeterschießen verlor. Dabei gehörte sie zu den erfolgreichen Schützinnen ihrer Mannschaft. Als Ligadritter verpasste PSG aber die Champions League 2017/18. Erst 2018/19 konnte PSG als Vizemeister wieder auf europäischer Ebene antreten, schied aber im Viertelfinale gegen die Chelsea Ladies aus. Lawrence kam in vier der sechs Spiele zum Einsatz.
2020/21 setzten sie sich im Viertelfinale der Champions League gegen Lyon durch und konnten auch Lyon nach 14 Meistertiteln in Folge als französischen Meister ablösen. Lawrence kam in 20 von 22 Ligaspielen und in 6 Spielen der Champions League zum Einsatz, die mit dem Aus im Halbfinale gegen den späteren Sieger FC Barcelona endete.
Am 1. Juli 2023 erhielt sie einen Dreijahresvertrag bei den Chelsea FC Women.

### Nationalmannschaft
Lawrence war Teil der kanadischen Nachwuchsnationalmannschaften in den Altersklassen U-17 und U-20 und nahm unter anderem an den U-17-Weltmeisterschaften 2010 und 2012 sowie an der U-20-Weltmeisterschaft 2014 teil. Am 12. Januar 2013 debütierte sie im Rahmen des Vier-Nationen-Turniers 2013 bei einem Spiel gegen China in der Kanadischen Nationalmannschaft und nahm mit der Mannschaft im März 2013 und 2015 am Zypern-Cup sowie am Vier-Nationen-Turnier 2015 teil. Am 26. November 2014 stand sie beim 1:1 gegen Schweden erstmals in der Startelf. Einen weiteren Startelfeinsatz hatte sie im Finale des Zypern-Cup 2015 gegen England, das die Kanadierinnen aber mit 0:1 verloren. In beiden Spielen wurde sie nach 67 Minuten ausgewechselt.
Im gleichen Jahr wurde sie in den Kader für die Weltmeisterschaft im eigenen Land berufen, wo sie beim Eröffnungsspiel in der Startaufstellung stand und auch in den weiteren Spielen eingesetzt wurde. Im letzten Gruppenspiel gegen die Niederlande erzielte sie das zwischenzeitliche 1:0 und damit ihr erstes Länderspiel- und WM-Tor. Sie schied mit ihrer Mannschaft im Viertelfinale gegen England aus.
Nach der WM 2015 nahm sie mit der U-23-Mannschaft an den Panamerikanischen Spielen 2015 teil, die ebenfalls in ihrer Heimat stattfanden und bei denen die Kanadierinnen den vierten Platz belegten. Im Dezember 2015 nahm sie dann mit der A-Nationalmannschaft am Viernationenturnier in Brasilien teil, bei dem Kanada den zweiten Platz belegte. Sie gehörte auch zum Kader für das Qualifikationsturnier für die Olympischen Sommerspiele 2016, bei dem sich Kanada für die Olympischen Spiele qualifizierte. Sie kam in allen Spielen zum Einsatz und stand dabei nur beim 10:0 gegen Guatemala, als einige Stammspielerinnen geschont wurden, nicht in der Startelf. Im ersten Spiel gegen Guyana erzielte sie drei der fünf Tore für Kanada. Sie wurde als beste linke Mittelfeldspielerin ins Allstar-Team des Turniers gewählt.
2016 wurde sie in den Kader des Olympiateams für die Sommerspiele in Rio de Janeiro berufen, wo sie in allen sechs Spielen zum Einsatz kam (eine Einwechslung) und mit dem Nationalteam die Bronzemedaille gewann.
Am 25. Mai 2019 wurde sie für die WM 2019 nominiert. Sie kam in den vier Spielen der Kanadierinnen zum Einsatz und verpasste dabei keine Minute, schied aber mit ihrer Mannschaft im Achtelfinale gegen den späteren Dritten Schweden aus.
Im Juni 2021 wurde sie für die wegen der COVID-19-Pandemie um ein Jahr verschobenen Olympischen Spiele nominiert. Bei den Spielen wurde sie in den sechs Spielen eingesetzt und nur im dritten Gruppenspiel gegen Großbritannien neun Minuten vor dem Spielende ausgewechselt. Im Halbfinale gegen die USA bestritt sie ihr 100. Länderspiel. Durch einen Sieg im Elfmeterschießen gegen Schweden gewann sie mit ihrer Mannschaft die Goldmedaille.
Bei der CONCACAF W Championship 2022 kam sie in den drei Gruppenspielen, dem Halbfinale und im Finale zum Einsatz. Bereits mit dem Einzug ins Halbfinale qualifizierten sich die Kanadierinnen für die Fußball-Weltmeisterschaft der Frauen 2023 in Australien und Neuseeland. Im Finale verloren sie dann aber wieder einmal gegen die USA.
Am 9. Juli 2023 wurde sie für die WM 2023 nominiert, kam in jedem der drei Spiele ihres Teams zum Einsatz und schied mit ihrer Mannschaft nach der Vorrunde aus.

## Persönliches
Ihre Mutter stammt aus Nova Scotia, ihr Vater aus Nigeria.

## Erfolge und Auszeichnungen
- 2011 & 2012: Kanadische U-17-Spielerin des Jahres bei den Canadian Player Awards
- 2016: Bronzemedaille bei den Olympischen Spielen in Rio de Janeiro
- 2017/2018 und 2021/2022: Coupe de France Féminine
- 2020/21: Französische Meisterin
- Olympiasiegerin 2021